# Cafara
Cafara, svirka (bułg. Цафара, Цафа̀рата) – instrument muzyczny z grupy aerofonów, rodzaj fujarki używany w południowej części Półwyspu Bałkańskiego. Piszczałka instrumentu jest otwarta na obydwu końcach, ma 7 otworów bocznych: 6 z przodu, oraz 1 z tyłu. Średnica cafary wynosi ok. 2 cm.